# Stanislas Sorel
Louis-Amédée-Stanislas Sorel (* 1803 in Putanges, Frankreich; † 18. März 1871 in Paris, Frankreich) war ein französischer Ingenieur und Erfinder.

## Biographie
Der Sohn eines Uhrmachers wuchs zusammen mit seinem Bruder Hippolyte-Francois-Xavier auf. Ohne tiefergehende Schulausbildung trat er in die Werkstatt seines Vaters ein. Bereits im Alter von 21 Jahren heiratete Sorel und wurde Vater zweier Kinder. 1828 ging er nach Paris. Dort schlug er sich mit verschiedenen Arbeiten durch und besuchte wissenschaftliche Vorlesungen. Weiterhin experimentierte er in seiner Freizeit. Am 10. Mai 1837 meldete er, zusammen mit dem Industriellen Hector Ledru ein Patent für ein galvanisches Verfahren an, das ihm 1838 erteilt wurde. Mit diesem Verfahren konnte man Stahlteile durch eine Beiztechnik wirtschaftlich reinigen und vorbehandeln. Es war ein Vorläufer der modernen Feuerverzinkung.
Sorel macht aber noch weitere Erfindungen. So entwarf er eine Dampfpfeife für Dampfkessel und wasserdichtes Gewebe. Weiterhin eine Art Solarleuchte, eine thermostatische Steuerung für Badheizungsanlagen und einen kleinen Haushaltsherd. 1842 Veröffentlichte Sorel seine Schrift zur Galvanisation mit dem Titel Galvanisation du fer, procédé Sorel, société H. Ledru et Cie, brevetés im Verlag Galban.
1867 entwickelte Sorel aus einer Kombination von Magnesiumoxid und Magnesiumchlorid eine neue Form von Zement: Sorelzement, ein Säure-Base-Zement, wurde unter anderem für Schleifsteine, Fliesen und Kunststeine verwendet.

## Ehrungen
Für sein Galvanisierungsverfahren wurde ihm von der Société d´Encoratement die Goldmedaille verliehen. Weiterhin erhielt er zweimal den Prix Montyon. Sorel erhielt zur Pariser Weltausstellung 1855 die Verdienstmedaille erster Klasse und war Ritter der Ehrenlegion. Zu Ehren Sorels wurde das Sorel-Eisen benannt, einer der Ausgangsstoffe für Wootz, der als Ausgangsstahl unter anderem zur Herstellung von Damaszener Stahl dient.